# Futbol Club Barcelona Bàsquet 2024-2025
Questa voce raccoglie le informazioni riguardanti il Futbol Club Barcelona Bàsquet nelle competizioni ufficiali della stagione 2024-2025.

## Stagione
La stagione 2024-2025 del Futbol Club Barcelona Bàsquet è la 67ª nel massimo campionato spagnolo di pallacanestro, la Liga ACB.

## Roster
Aggiornato al 27 novembre 2024.
| FC Barcelona 2024-25 | FC Barcelona 2024-25 |
| Giocatori            | Staff tecnico        |
| -------------------- | -------------------- |

| N. | Naz.                                        | Ruolo | Nome                  | Anno | Alt.   | Peso   |  |
| -- | ------------------------------------------- | ----- | --------------------- | ---- | ------ | ------ |  |
| 0  | Stati Uniti (bandiera) · Serbia (bandiera)  | G     | Kevin Punter          | 1993 | 193 cm | 86 kg  |  |
| 1  | Stati Uniti (bandiera)                      | AP    | Justin Anderson       | 1993 | 197 cm | 104 kg |  |
| 2  | Italia (bandiera)                           | G     | Dame Sarr             | 2006 | 198 cm | 82 kg  |  |
| 6  | Rep. Ceca (bandiera)                        | AC    | Jan Veselý            | 1990 | 211 cm | 110 kg |  |
| 8  | Spagna (bandiera)                           | G     | Darío Brizuela        | 1994 | 188 cm | 75 kg  |  |
| 10 | Stati Uniti (bandiera) · Nigeria (bandiera) | AG    | Chimezie Metu         | 1997 | 208 cm | 102 kg |  |
| 13 | Rep. Ceca (bandiera)                        | P     | Tomáš Satoranský      | 1991 | 200 cm | 95 kg  |  |
| 14 | Spagna (bandiera)                           | C     | Guillermo Hernangómez | 1994 | 213 cm | 113 kg |  |
| 17 | Spagna (bandiera)                           | P     | Juan Núñez            | 2004 | 192 cm | 86 kg  |  |
| 19 | Senegal (bandiera) · Francia (bandiera)     | C     | Youssoupha Fall       | 1990 | 221 cm | 125 kg |  |
| 20 | Argentina (bandiera) · Italia (bandiera)    | P     | Nicolás Laprovíttola  | 1990 | 189 cm | 84 kg  |  |
| 21 | Spagna (bandiera)                           | GA    | Álex Abrines (C)      | 1993 | 199 cm | 98 kg  |  |
| 22 | Stati Uniti (bandiera)                      | AG    | Jabari Parker         | 1995 | 203 cm | 113 kg |  |
| 23 | Brasile (bandiera) · Italia (bandiera)      | P     | Raul Neto             | 1992 | 186 cm | 82 kg  |  |
| 41 | Mali (bandiera) · Spagna (bandiera)         | C     | Sayon Keita           | 2008 | 212 cm |        |  |
| 43 | Lituania (bandiera)                         | AG    | Artūras Butajevas     | 2007 | 206 cm |        |  |
| 44 | Spagna (bandiera)                           | A     | Joel Parra            | 2000 | 202 cm | 95 kg  |  |
| 45 | Spagna (bandiera)                           | P     | Raúl Villar           | 2007 | 190 cm |        |  |
| 46 | Francia (bandiera) · Germania (bandiera)    | GA    | Mathieu Grujicic      | 2007 | 196 cm |        |  |
| 47 | Spagna (bandiera)                           | G     | Dani González         | 2007 | 190 cm |        |  |

| Allenatore                                                                                                |
| - Joan Peñarroya                                                                                          |
| Assistente/i                                                                                              |
| - Carles Marco - Óscar Orellana - Víctor Sada Legenda - (C) Capitano - (IN) Inattivo - Infortunato Roster |

## Mercato

### Sessione estiva
| Acquisti | Acquisti        | Acquisti        | Acquisti      | Acquisti |
| R.a      | Nome            | da              | Modalità      |          |
| -------- | --------------- | --------------- | ------------- | -------- |
| P        | Juan Núñez      | Ulma            | svincolato    |          |
| P        | Agustín Ubal    | Palencia        | fine prestito |          |
| G        | Kevin Punter    | Partizan        | svincolato    |          |
| G        | Michael Caicedo | Girona          | fine prestito |          |
| AP       | Justin Anderson | Valencia        | svincolato    |          |
| AG       | Chimezie Metu   | Detroit Pistons | svincolato    |          |
| C        | Youssoupha Fall | ASVEL           | svincolato    |          |

| Cessioni | Cessioni            | Cessioni                 | Cessioni          | Cessioni |
| R.       | Nome                | a                        | Modalità          |          |
| -------- | ------------------- | ------------------------ | ----------------- | -------- |
| P        | Kasparas Jakučionis | Illinois Fighting Illini | fine contratto    |          |
| P        | Rokas Jokubaitis    | Maccabi Tel Aviv         | rescissione       |          |
| P        | Ricky Rubio         | Free agent               | fine contratto    |          |
| PG       | Agustín Ubal        | Fundación Granada        | fine contratto    |          |
| G        | Michael Caicedo     | Força Lleida             | rescissione       |          |
| AP       | Oriol Paulí         | Força Lleida             | fine contratto    |          |
| A        | Nikola Kalinić      | Stella Rossa             | fine contratto    |          |
| A        | Sergi Martínez      | Girona                   | riscatto prestito |          |
| AG       | Oscar da Silva      | Bayern Monaco            | rescissione       |          |
| C        | James Nnaji         | Girona                   | prestito          |          |

### Dopo l'inizio della stagione
| Acquisti | Acquisti  | Acquisti   | Acquisti         | Acquisti   |
| R.       | Nome      | da         | Data             | Modalità   |
| -------- | --------- | ---------- | ---------------- | ---------- |
| P        | Raul Neto | Free agent | 25 novembre 2024 | svincolato |

| Cessioni | Cessioni  | Cessioni   | Cessioni       | Cessioni    |
| R.       | Nome      | a          | Data           | Modalità    |
| -------- | --------- | ---------- | -------------- | ----------- |
| P        | Raul Neto | Free agent | 2 gennaio 2025 | rescissione |
| G        | Dame Sarr | Free agent | 17 aprile 2025 | rescissione |